# بحبك وبموت فيك (فلم)
بحبك وبموت فيك هو فيلم كوميدي مصري من إنتاج عام 2005.

## قصة الفيلم
تدور أحداث الفيلم حول ثلاث أصدقاء شباب في الجامعة يقعوا في حب ثلاثة بنات ولكن فجأة تظهر في حياتهم فتاه يقعوا الثلاث في حبها.

## الممثلين
- أحمد هارون بدور محمد حازم
- فارس بدور محمد كريم
- أميرة فتحي بدور شيرين
- إدوارد بدور محمد جمعة
- لطفي لبيب بدور والد محمد كريم
- مها أحمد بدور جهاد
- صفا تاج الدين بدور رحمة
- أميرة نايف بدور هانا
- عبد الله مشرف بدور مختار
- ناهد إسماعيل بدور والدة محمد جمعة
- محمد ريحان بدور والد محمد حازم
- هناء بركات بدور والدة محمد حازم
- حسن كامي ضيف شرف بدور طبيب الولادة

## روابط خارجية
- بحبك وبموت فيك على موقع قاعدة بيانات الأفلام العربية